# Associazione Sportiva Pietro Resta 1942-1943
Questa pagina raccoglie le informazioni riguardanti l'Associazione Sportiva Pietro Resta nelle competizioni ufficiali della stagione 1942-1943.

## Rosa
| N. |                   | Ruolo | Calciatore          |
| -- | ----------------- | ----- | ------------------- |
| -  | Italia (bandiera) | A     | A. Amendola         |
| -  | Italia (bandiera) | C     | M. Borgia           |
| -  | Italia (bandiera) | A     | Vincenzo Bottone    |
| -  | Italia (bandiera) | A     | Martino Castellano  |
| -  | Italia (bandiera) | A     | Vincenzo Castellano |
| -  | Italia (bandiera) | A     | G. Cecinato         |
| -  | Italia (bandiera) | D     | Raffaele Cuscela    |
| -  | Italia (bandiera) | C     | E. De Vincensis     |
| -  | Italia (bandiera) | A     | G. Fanelli          |
| -  | Italia (bandiera) | A     | A. Funari           |
| -  | Italia (bandiera) | C     | Michele Gentile     |

| N. |                   | Ruolo | Calciatore        |
| -- | ----------------- | ----- | ----------------- |
| -  | Italia (bandiera) | P     | P. Loi            |
| -  | Italia (bandiera) | A     | G. Melizzi        |
| -  | Italia (bandiera) | D     | V. Mignozzi       |
| -  | Italia (bandiera) | D     | A. Mori           |
| -  | Italia (bandiera) | C     | Mario Parisi      |
| -  | Italia (bandiera) | A     | Francesco Petagna |
| -  | Italia (bandiera) | A     | M. Prezioso       |
| -  | Italia (bandiera) | C     | Donato Raguso     |
| -  | Italia (bandiera) | C     | G. Serafini       |
| -  | Italia (bandiera) | A     | Luigi Silvestri   |
| -  | Italia (bandiera) | A     | Angelo Valentini  |